# Springaapjes
De springaapjes (Callicebinae), ook wel titi's genoemd, is een onderfamilie van de Zuid-Amerikaanse familie sakiachtigen (Pitheciidae). De wetenschappelijke naam van de onderfamilie werd voor het eerst geldig gepubliceerd door Reginald Innes Pocock in 1925.

## Kenmerken
Het zijn vrij kleine apen, met een gewicht van 1 tot 2 kilo en een kop-romplengte van 270 tot 450 mm. Ze bewegen zich voort door lopen, klimmen en springen.

## Soortenbeschrijving
In de laatste jaren is het aantal soorten van het geslacht zeer sterk toegenomen: in een artikel uit 1963 werden slechts twee soorten onderscheiden (overeenkomend met de huidige ondergeslachten, waarvan nooit twee soorten op dezelfde plaats voorkomen), maar tegen 1990 waren er 13 soorten en in 2001 nam dat aantal nog toe tot 15, maar in 2002 kwam de grote toename, toen een artikel van Marc van Roosmalen e.a. het aantal soorten deed toenemen tot 28. In 2006 werd nog een soort beschreven, Plecturocebus aureipalatii uit Bolivia. In 2010 werd P. caquetensis voor het eerst beschreven. In 2012 werd P. vieirai beschreven.. In 2014 werd P. miltoni beschreven en in 2015 werd P. urubambensis beschreven. In 2016 is het geslacht Callicebus opgesplitst in 3 geslachten, waarbij de geslachten Cheracebus en Plecturocebus werden beschreven. In 2019 werden P. grovesi en P. parecis beschreven. 

## Verspreiding
De soorten uit deze onderfamilie komen voor in het Amazoneregenwoud, de Gran Chaco en het Atlantisch Woud.

## Taxonomie
Dit geslacht omvat de volgende soorten, verdeeld in ondergeslachten en soortengroepen:
- Onderfamilie: Callicebinae (Springaapjes)
  - Geslachtengroep: Callicebini
    - Geslacht: Callicebus (Atlantische springaapjes)
      - 
        - Soort: Callicebus barbarabrownae (Noord-Bahiaanse blonde springaap)
        - Soort: Callicebus coimbrai (Coimbraspringaap)
        - Soort: Callicebus melanochir
        - Soort: Callicebus nigrifrons
        -  Soort: Callicebus personatus (Zwartkopspringaap)

    - Geslacht: Cheracebus
      - 
        - Soort: Cheracebus aquinoi
        - Soort: Cheracebus lucifer
        - Soort: Cheracebus lugens
        - Soort: Cheracebus medemi
        - Soort: Cheracebus regulus
        -  Soort: Cheracebus torquatus (Weduwaapje)

    -  Geslacht: Plecturocebus
      - Plecturocebus donacophilus-groep
        - Soort: Plecturocebus donacophilus
        - Soort: Plecturocebus modestus
        - Soort: Plecturocebus oenanthe
        - Soort: Plecturocebus olallae
        - Soort: Plecturocebus pallescens
        -  Soort: Plecturocebus urubambensis

      -  Plecturocebus moloch-groep
        - Soort: Plecturocebus aureipalatii[3]
        - Soort: Plecturocebus baptista
        - Soort: Plecturocebus bernhardi
        - Soort: Plecturocebus brunneus
        - Soort: Plecturocebus caligatus
        - Soort: Plecturocebus caquetensis
        - Soort: Plecturocebus cinerascens
        - Soort: Plecturocebus cupreus (Rode springaap)
        - Soort: Plecturocebus discolor
        - Soort: Plecturocebus grovesi
        - Soort: Plecturocebus hoffmannsi (Hoffmannsspringaap)
        - Soort: Plecturocebus miltoni
        - Soort: Plecturocebus moloch (Grijze springaap)
        - Soort: Plecturocebus ornatus
        - Soort: Plecturocebus parecis
        - Soort: Plecturocebus stephennashi
        - Soort: Plecturocebus toppini
        -  Soort: Plecturocebus vieirai[5]

  -  Geslachtengroep: Xenothrichini (West-Indische apen) †
    - Geslacht: Antillothrix †
      - 
        -  Soort: Antillothrix bernensis † (Rímoli, 1977) (=Saimiri bernensis) (Kwartair van Hispaniola)

    - Geslacht: Insulacebus †
      - 
        -  Soort: Insulacebus toussaintiana † Cooke, Rosenberger & Turvey, 2011 (Kwartair van Hispanolia)

    - Geslacht: Paralouatta †
      - 
        - Soort: Paralouatta marianae † MacPhee & Iturralde-Vinent, 1995 (Mioceen van Cuba)
        -  Soort: Paralouatta varonai † Rivero & Arredondo, 1991 (Kwartair van Cuba)

    -  Geslacht: Xenothrix †
      - 
        -  Soort: Xenothrix mcgregori † Williams & Koopman, 1952 (Kwartair van Jamaica)